# Brooks Woodland Preserve
Brooks Woodland Preserve ist ein 693 Acres (2,8 km²) umfassendes Naturschutzgebiet bei Petersham im Bundesstaat Massachusetts der Vereinigten Staaten. Es wird von der Organisation The Trustees of Reservations verwaltet und ist kostenfrei zugänglich.

## Geschichte
Bis in das 19. Jahrhundert hinein wurde das Gebiet, das ursprünglich den Nipmuck-Indianern gehörte, für landwirtschaftliche Zwecke genutzt und war dementsprechend gerodet. Heute befindet sich an derselben Stelle dichter Wald. Die frühere Nutzung ist immer noch anhand von Steinwällen und befestigten Wegen zu erahnen.
Das Schutzgebiet wurde nach dem Anwalt und Diplomaten James Willson Brooks benannt, der zu seinen Lebzeiten mehr als 2.000 Acres (8,1 km²) des Waldes der Stadt Petersham für den Natur- und Landschaftsschutz reservierte. Zu diesem Areal zählte auch der heutige Harvard Forest.
Die ersten Teilbereiche des heutigen Schutzgebiets wurden den Trustees 1975 geschenkt. Weitere Schenkungen folgten 1978, 1980, 1989, 1990 und 1999. 1994 wurde zudem ein weiteres Teilstück käuflich erworben.

## Schutzgebiet
Im Schutzgebiet stehen mehr als 13 mi (20,9 km) Wanderwege mit mittlerem Schwierigkeitsgrad zur Verfügung, die an verschiedenen Punkten im Stadtgebiet zugänglich sind. Die Vegetation besteht hauptsächlich aus Roteichen, Färber-Eichen, Zucker-Ahorn, Kanadischen Hemlocktannen, Weymouth-Kiefern, Rötegewächsen, Pfauenrad-Frauenhaarfarn und Stechpalmen.
In direkter Nachbarschaft befindet sich das Schutzgebiet Rutland Brook Sanctuary der Massachusetts Audubon Society.